# コーリー・ジョセフ
コーリー・エフラム・ジョセフ（Cory Ephram Joseph, 1991年8月20日 - ）はカナダ・オンタリオ州トロント出身のバスケットボール選手。現在はフリーエージェント。ポジションはポイントガード。身長191cm、体重84kg。

## 経歴

### カレッジ
カナダ出身で、テキサス大学に1年在籍後、2011年のNBAドラフトにアーリーエントリーした。

### NBA

#### サンアントニオ・スパーズ
2011年のNBAドラフト1巡目29位で、サンアントニオ・スパーズに指名を受けNBAプレーヤーとなった。因みに同年のドラフトでは、同じカナダ出身で大学のチームメイトでもあったトリスタン・トンプソンが、全体4位でクリーブランド・キャバリアーズから指名されている。大学1年でアーリーエントリーしたため、経験不足を懸念されているため、シーズンが開幕して以来、プレータイム確保から度々スパーズ傘下のオースティン・トロスにアサインされ、プレーしている。クリーブランド・キャバリアーズのトリスタン・トンプソンと同年に、NBAドラフトで、初めて1巡目で指名されたカナダ国籍選手である。
2012年3月には、3度目のアサインで、平均、19.3得点、成功率57%、9.3アシスト、9リバウンドを記録し、Dリーグのパフォーマー・オブ・ザ・ウィークに初めて選出された。2013年のプレーオフでは、20試合に出場し貴重な経験を積んだ。
2013-14シーズンは、昨シーズンのプレーオフ出場経験が生き、初めててシーズンを通じてアクティブ・ロースターに残り、68試合に出場し、トニー・パーカーが休んだ時に19試合でスタートのポイントガードを務め、NBAチャンピオンも経験した。
2014-15シーズンは、パティ・ミルズが右肩の手術のために開幕から欠場したこともあり、前シーズンよりも出場時間が約5分増え、トニー・パーカーのバックアップ役をしっかりとこなした。

#### トロント・ラプターズ
2015年6月、カワイ・レナードと共に、スパーズからクオリファイング・オファーを受け制限付きフリーエージェントとなっていたが、7月5日、スパーズはラプターズのオファーにマッチせず、故郷カナダのチームであるトロント・ラプターズと4年総額3000万ドルの契約に合意した。
2015年11月28日のワシントン・ウィザーズ戦では、81-82とリードを追っていた第4クォーター残り僅かの場面から、起死回生の逆転ブザービーター3ポイントシュートを決めた。

#### インディアナ・ペイサーズ
2017年7月9日、C・J・マイルズのサイン・アンド・トレードの一環でインディアナ・ペイサーズに移籍した。
2019年2月9日、クリーブランド・キャバリアーズ戦で、10得点、10アシスト、9リバウンドを記録した 。

### サクラメント・キングス
2019年7月6日、サクラメント・キングスと契約した。

### デトロイト・ピストンズ
2021年3月26日、トレードでデトロイト・ピストンズに移籍した。同年7月31日付でピストンズからウェイブされたが、翌月11日に同チームと再契約した。

### ゴールデンステート・ウォリアーズ
2023年7月6日、ゴールデンステート・ウォリアーズと契約した。
2024年2月8日にインディアナ・ペイサーズにトレードされ、その後解雇された。

## 個人成績

### NBA

#### レギュラーシーズン
| シーズン | チーム | GP  | GS  | MPG  | FG%  | 3P%  | FT%  | RPG | APG | SPG | BPG | PPG  |
| -------- | ------ | --- | --- | ---- | ---- | ---- | ---- | --- | --- | --- | --- | ---- |
| 2011–12  | SAS    | 29  | 1   | 9.2  | .314 | .200 | .647 | .9  | 1.2 | .2  | .1  | 2.0  |
| 2012–13  | SAS    | 28  | 9   | 13.9 | .464 | .286 | .857 | 1.9 | 1.9 | .5  | .1  | 4.5  |
| 2013–14  | SAS    | 68  | 19  | 13.8 | .475 | .316 | .823 | 1.6 | 1.7 | .5  | .2  | 5.0  |
| 2014–15  | SAS    | 79  | 14  | 18.3 | .504 | .364 | .734 | 2.4 | 2.4 | .6  | .2  | 6.8  |
| 2015–16  | TOR    | 80  | 4   | 25.6 | .439 | .273 | .764 | 2.6 | 3.1 | .8  | .3  | 8.5  |
| 2016–17  | TOR    | 80  | 22  | 25.0 | .452 | .356 | .770 | 3.0 | 3.3 | .8  | .2  | 9.3  |
| 2017–18  | IND    | 82  | 17  | 27.0 | .424 | .353 | .745 | 3.2 | 3.2 | 1.0 | .2  | 7.9  |
| 2018–19  | IND    | 82  | 9   | 25.2 | .412 | .322 | .698 | 3.4 | 3.9 | 1.1 | .3  | 6.5  |
| 2019–20  | SAC    | 72  | 26  | 24.4 | .415 | .352 | .857 | 2.6 | 3.5 | .7  | .3  | 6.4  |
| 2020–21  | SAC    | 44  | 2   | 21.5 | .444 | .330 | .766 | 2.3 | 2.5 | .9  | .2  | 6.6  |
| 2020–21  | DET    | 19  | 11  | 26.4 | .506 | .368 | .878 | 3.2 | 5.5 | 1.2 | .5  | 12.0 |
| 2021–22  | DET    | 65  | 39  | 24.6 | .445 | .414 | .885 | 2.7 | 3.6 | .6  | .3  | 8.0  |
| 2022–23  | DET    | 62  | 2   | 19.8 | .427 | .389 | .792 | 1.7 | 3.5 | .6  | .3  | 6.9  |
| 2023–24  | GSW    | 26  | 0   | 11.4 | .359 | .310 | .571 | 1.2 | 1.6 | .2  | .1  | 2.4  |
| 通算     | 通算   | 816 | 175 | 21.7 | .441 | .349 | .786 | 2.5 | 3.0 | .7  | .2  | 6.9  |

#### プレーオフ
| シーズン | チーム | GP | GS | MPG  | FG%  | 3P%  | FT%   | RPG | APG | SPG | BPG | PPG |
| -------- | ------ | -- | -- | ---- | ---- | ---- | ----- | --- | --- | --- | --- | --- |
| 2013     | SAS    | 20 | 0  | 9.6  | .464 | .182 | .455  | 1.6 | 1.2 | .3  | .1  | 3.0 |
| 2014     | SAS    | 17 | 0  | 5.1  | .486 | .000 | .778  | .5  | .5  | .2  | .0  | 2.8 |
| 2015     | SAS    | 4  | 0  | 5.5  | .833 | .000 | .500  | .3  | .0  | .0  | .3  | 2.8 |
| 2016     | TOR    | 20 | 0  | 22.6 | .466 | .333 | .750  | 2.1 | 2.4 | .9  | .1  | 8.5 |
| 2017     | TOR    | 10 | 2  | 21.2 | .437 | .409 | 1.000 | 2.1 | 3.1 | .4  | .2  | 7.9 |
| 2018     | IND    | 7  | 0  | 20.4 | .364 | .273 | 1.000 | 2.4 | 3.0 | 1.3 | .3  | 4.7 |
| 2019     | IND    | 4  | 0  | 21.3 | .500 | .444 | 1.000 | 1.8 | 1.0 | 1.0 | .0  | 7.5 |
| 通算     | 通算   | 82 | 2  | 14.5 | .461 | .325 | .759  | 1.5 | 1.7 | .5  | .1  | 5.2 |

### カレッジ
| シーズン | チーム   | GP | GS | MPG  | FG%  | 3P%  | FT%  | RPG | APG | SPG | BPG | PPG  |
| -------- | -------- | -- | -- | ---- | ---- | ---- | ---- | --- | --- | --- | --- | ---- |
| 2010–11  | テキサス | 36 | 36 | 32.4 | .422 | .413 | .699 | 3.6 | 3.0 | 1.0 | .3  | 10.4 |

## プレースタイル
機動力を活かしたハッスルプレーとディフェンスで、トロント・ラプターズ加入後は、シックスマンとして出場機会を伸ばしている。

## カナダ代表
カナダ代表として2011年、2013年、2015年のバスケットボールアメリカ選手権に出場。2019年FIBAバスケットボール・ワールドカップの代表メンバーに選出され、1次ラウンドと順位決定戦の全5試合に出場し、1試合平均25.8分の出場で、15.0得点、3.6リバウンド、4.8アシスト、1.4スティールという成績を残した。